# 吉田重俊
吉田 重俊（よしだ しげとし）は、戦国時代の武将。長宗我部氏の家臣。

## 出自
土佐国の国人である土佐吉田氏は、藤原北家秀郷流の末裔を称する山内首藤氏の支流。山内首藤俊通の子・俊宗が足利尊氏に従い、功を上げ土佐に所領を得たことを始まりとする。

## 生涯
長宗我部国親・元親の2代にわたって仕えた。智勇に優れ、国親の大津城攻撃では長宗我部軍の先手として活躍する。弘治4年/永禄元年（1558年）に上夜須城主に任ぜられる。永禄12年（1569年）から始まる安芸国虎討伐戦においては、一族の吉田孝俊と共に奇計によって安芸軍を敗走させ、籠城した安芸軍を計略を以って内部崩壊に導いた。
夜須川の（海津見神社）に、孫・孝俊（中富川の戦いで討死。）奉造造立の棟札が残る。
曽孫・康俊は長宗我部氏改易の後、大坂に移住。後に松平家に仕えて姫路に移る。